# 阿夫頓 (加利福尼亞州聖貝納迪諾縣)
阿夫頓（英語：Afton）是位於美國加利福尼亞州聖貝納迪諾縣的一個非建制地區。該地的面積和人口皆未知。

## 地理
阿夫頓的座標為35°02′11″N 116°22′47″W / 35.03639°N 116.37972°W，而該地的平均海拔高度為429米（即1407英尺）。